# حرب قطاع أغاشير

صورة توضيحية لموقع المقاطعة في بوركينا فاسو

حرب قطاع أغاشير (بالإنجليزية: Agacher Strip War) (بالفرنسية: Guerre de la Bande d’Agacher) أو حرب عيد الميلاد (بالإنجليزية: Christmas War) (بالفرنسية: Guerre de Noël) هي حرب خاضتها بوركينا فاسو ومالي على شريط من الأرض بطول 160 كيلومتر (100 مي) على طول الحدود في شمال بوركينا فاسو في الفترة من 25 وحتى 30 ديسمبر من عام 1985. انتهت الحرب بوقف إطلاق النار. تعرض قطاع أغاشير لنزاع إقليمي بين مالي وبوركينا فاسو منذ الستينات. في أعقاب الاشتباكات المسلحة في عام 1974، اتفق البلدان على الوساطة لحل خلافاتهما. توقف التقدم في التوصل إلى حلّ ثم في عام 1983 قرر الرئيس البوركينابي توماس سانكارا والرئيس المالي موسى تراوري تسوية النزاع الحدودي من جانب محكمة العدل الدولية وقدما التماسًا إلى الهيئة لتسوية المسألة.
في عام 1985، تصاعدت التوترات بين حكومة بوركينابي وحكومة مالي إذ دعا سانكارا إلى البدء بثورة في مالي في حين كافح نظام تراوري لإدارة الاضطرابات الاجتماعية. وبعد أن أجرى مسؤولو بوركينابي تعدادًا للسكان في المجتمعات الحدودية المتنازع عليها، شنّت القوات المالية هجومًا بالطائرات والدبابات في 25 ديسمبر. فقدت قوات بوركينابي، التي طغت عليها القوة النارية العليا في مالي، السيطرة على مجتمعات أغاشير الحدودية، ولجأت إلى أساليب حرب العصابات لتعطيل الدبابات المالية. احتلت مالي بعد ذلك معظم قطاع أغاشير، بينما شنّ البلدان غارات على مناطق كل منهما. تم التوصل إلى وقف لإطلاق النار في 30 ديسمبر، ثم في أوائل عام 1986، أسفرت الوساطة الناجحة لبلدان غرب أفريقيا عن اتفاق من سانكارا وتراوري لتجنب المزيد من الأعمال القتالية. أدى الأداء الضعيف نسبيًا لبوركينا فاسو خلال الحرب إلى الإضرار بمصداقية حكامها الثوريين ودفعهم إلى تقديم صورة دولية أكثر اعتدالًا. في مالي، أضافت الحرب إلى الصعوبات الاقتصادية في البلاد لكنها عززت شعبية نظام تراوري المناضل. حكمت محكمة العدل الدولية فيما بعد بتقسيم قطاع أغاشير بين البلدين، وهي تسوية وافق عليها كلاهما.

## ما بعد الكارثة

### حلّ الخلاف الحدودي
وفقًا لوقف إطلاق النار، أرسلت قوة مراقبة من غرب أفريقيا مؤلفة من 16 عضوًا إلى أغاشير لرصد الحدود. تم سحبها قبل نهاية يناير عا 1986. تحطمت طائرة هليكوبتر إيفوارية أثناء إشرافها على وقف إطلاق النار. في 8 يناير، أشرف الصليب الأحمر على تبادل الجنديين الماليين الأسرى إلى جانب مدني واحد معتقل مقابل 16 جنديًا بوركينابي. في مؤتمر قمة (إيه إن إيه دي) الذي عُقد في ياموسوكرو في 17 يناير، اجتمع تراوري وسانكارا وأرسيا اتفاقًا رسميًا لإنهاء الأعمال القتالية. في 26 فبراير، تم تبادل 15 شخصًا من المدنيين المحتجزين في مالي مقابل ثمانية مدنيين من البوركينابي في باماكو، وهو ما يمثل الثاني والأخير من عمليات تبادل الأسرى. في مارس، عقد مؤتمر قمة مجددًا في واغادوغو وحضره كل من سانكارا وتراوري. وكدليل على المصالحة، انتخب المشاركون شخص مالي آخر ليحلّ محل الأمين العام المنتهية ولايته للمنظمة. أعادت بوركينا فاسو ومالي إقامة علاقات دبلوماسية رسمية في يونيو.
عقب وقف إطلاق النار، التمس كل من بوركينا فاسو ومالي من محكمة العدل الدولية فرض تدابير مؤقتة لمنع نشوب المزيد من النزاعات إلى أن تصدر المحكمة قرارها. ادعت بوركينا فاسو أنها كانت ضحية عدوان مالي، بينما احتجت مالي بأنها تصرفت دفاعًا عن النفس بالردّ على احتلال بوركينابي لأراضيها. طلبت بوركينا فاسو سحب جميع القوات من المنطقة بأمر رسمي، لكن مالي دفعت بأن ذلك يتعارض مع شروط الهدنة التي حددها المؤتمر. ردّت المحكمة بنصح الطرفين بمواصلة الوساطة تحت رعاية المؤتمر، ووضع اتفاق لانسحاب القوات واتخاذ جميع التدابير لتفادي النزاع ريثما يتم الفصل في النزاع الإقليمي. بدأ الطرفان مرافعاتهما الشفوية أمام محكمة العدل الدولية في يونيو، وأصدرت المحكمة في 22 ديسمبر عام 1986 حكمًا بشأن المسألة من جانب فريق من القضاة يتألف من خمسة أعضاء. قسّمت المحكمة الأراضي المتنازع عليها بين الطرفين؛ أخذت مالي الجزء الغربي الأكثر كثافة سكانية، وتمركزت أراضي بوركينا فاسو في القسم الشرقي على البيلي. أعرب كلا البلدين عن ارتياحهما للحكم.